# Singida
Singida er en by i Tanzania, og er hovedstad i regionen Singida. Den ligger i 1.500 meters højde i distriktet Singida Mjini, og er et vigtigt trafikknudepunkt mellem Victoriasøen mod nord og Tanzanias hovedstad Dodoma mod syd, men også mellem Rwanda mod vest, og Dar es-Salaam mod øst. I folketællingen i 2002 havde byen 114.853 indbyggere.